# Shimenawa
Shimenawa (jap. 標縄, 注連縄, 七五三縄 „obejmująca lina”) – w religii shintō święta lina, sznur spleciony lewoskrętnie ze słomy ryżowej, którego zadaniem jest wskazanie miejsc obecności bogów (kami), zaznaczanie granic świętych, czczonych miejsc, ochrona chramów. Mogą mieć od kilku centymetrów do kilkunastu metrów. Do liny doczepiane są często zygzakowato złożone paski, wstążki papieru shide.
Złe wibracje zbierają się w sznurze, który w związku z tym co pewien czas jest wymieniany. Zamiany sznura na nowy dokonuje się w sposób rytualny z okazji świąt lub podczas obrzędu oczyszczenia chramu.
Yokozuna, wielcy championi sumo noszą na sobie ozdobne shimenawa z przywieszonymi shide podczas ceremonii dohyō-iri. 

## Galeria

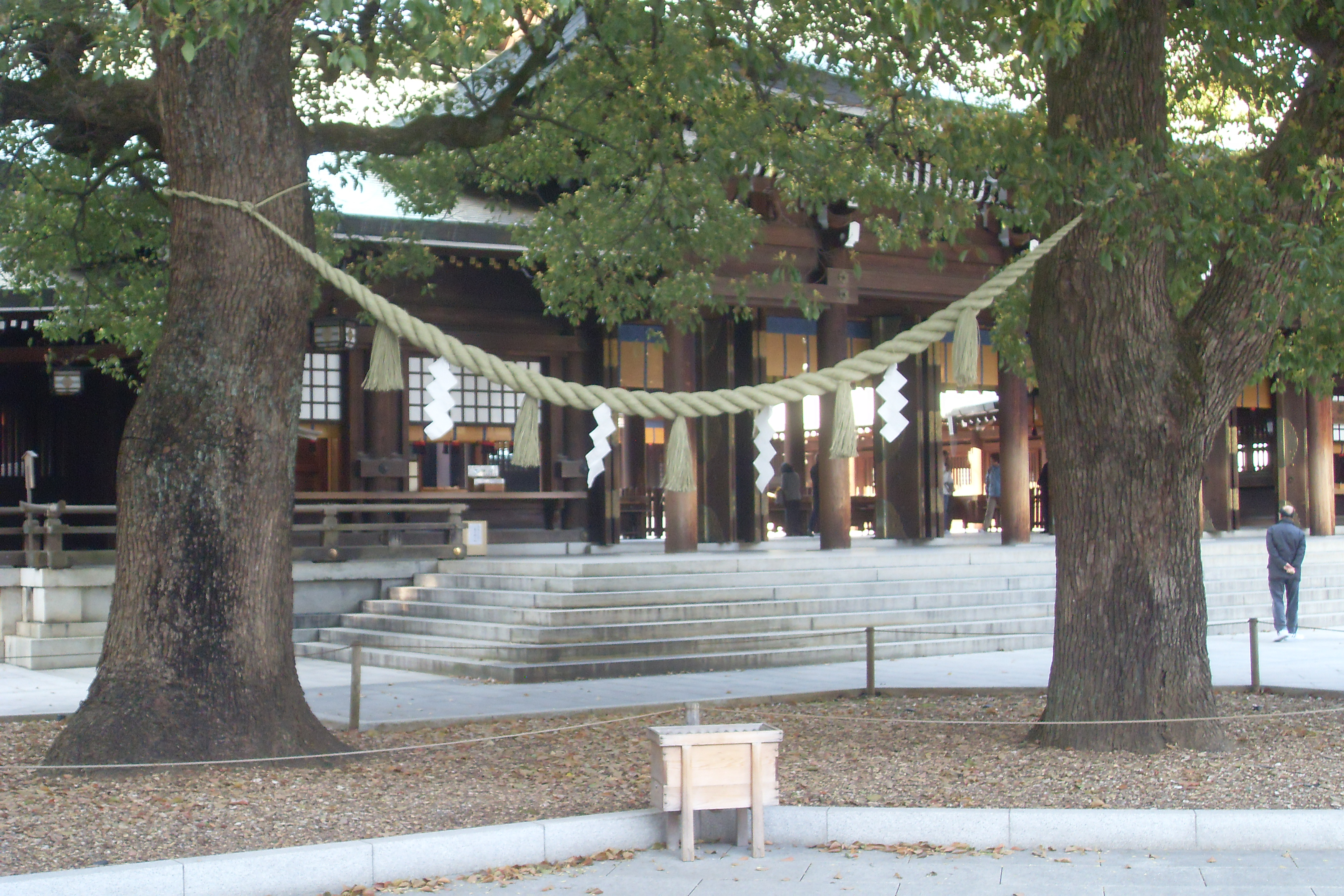
Shimenawa w Meiji-jingū w Tokio
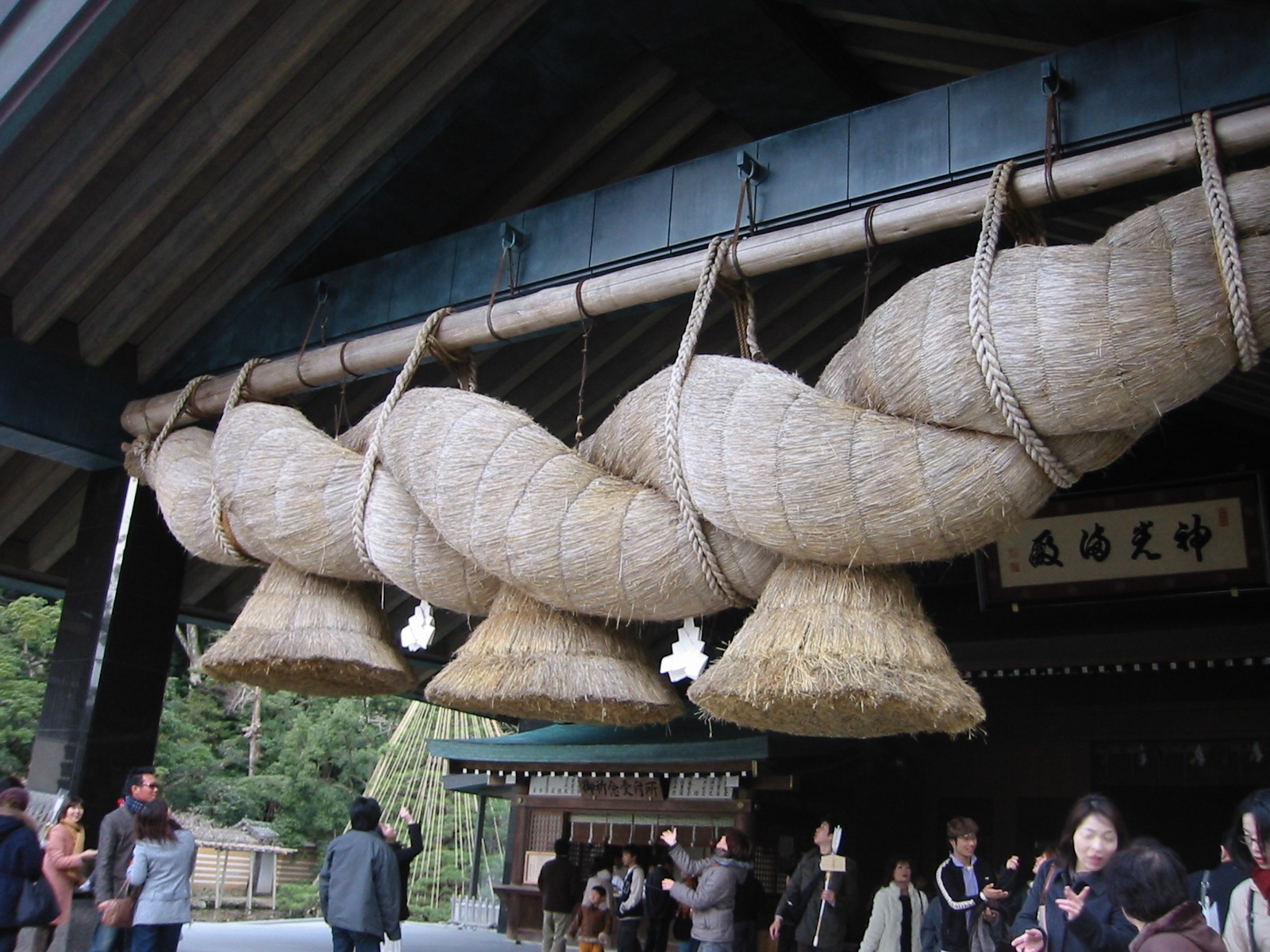
Shimenawa w Izumo-taisha w prefekturze Shimane
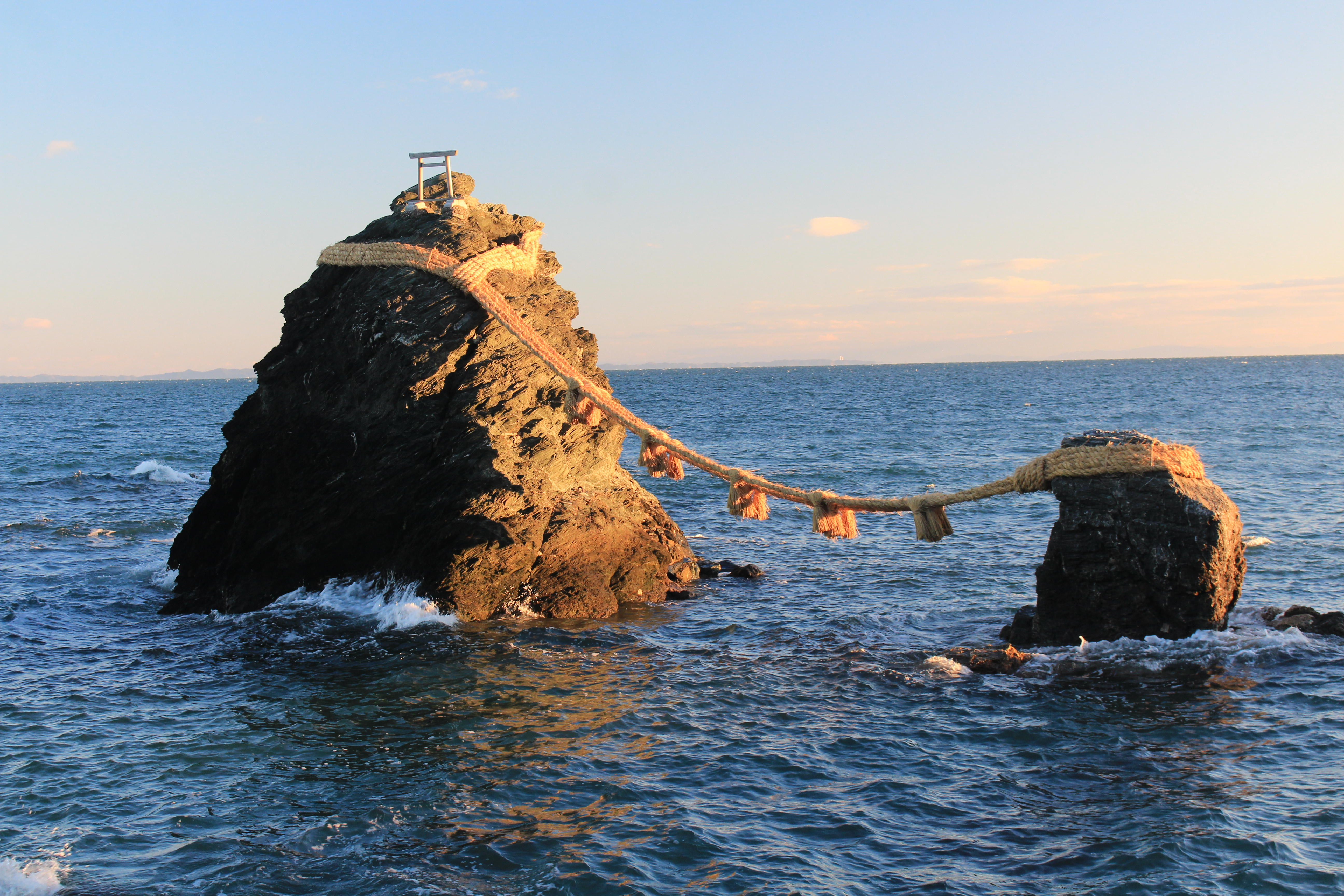
Meoto-iwa w prefekturze Mie
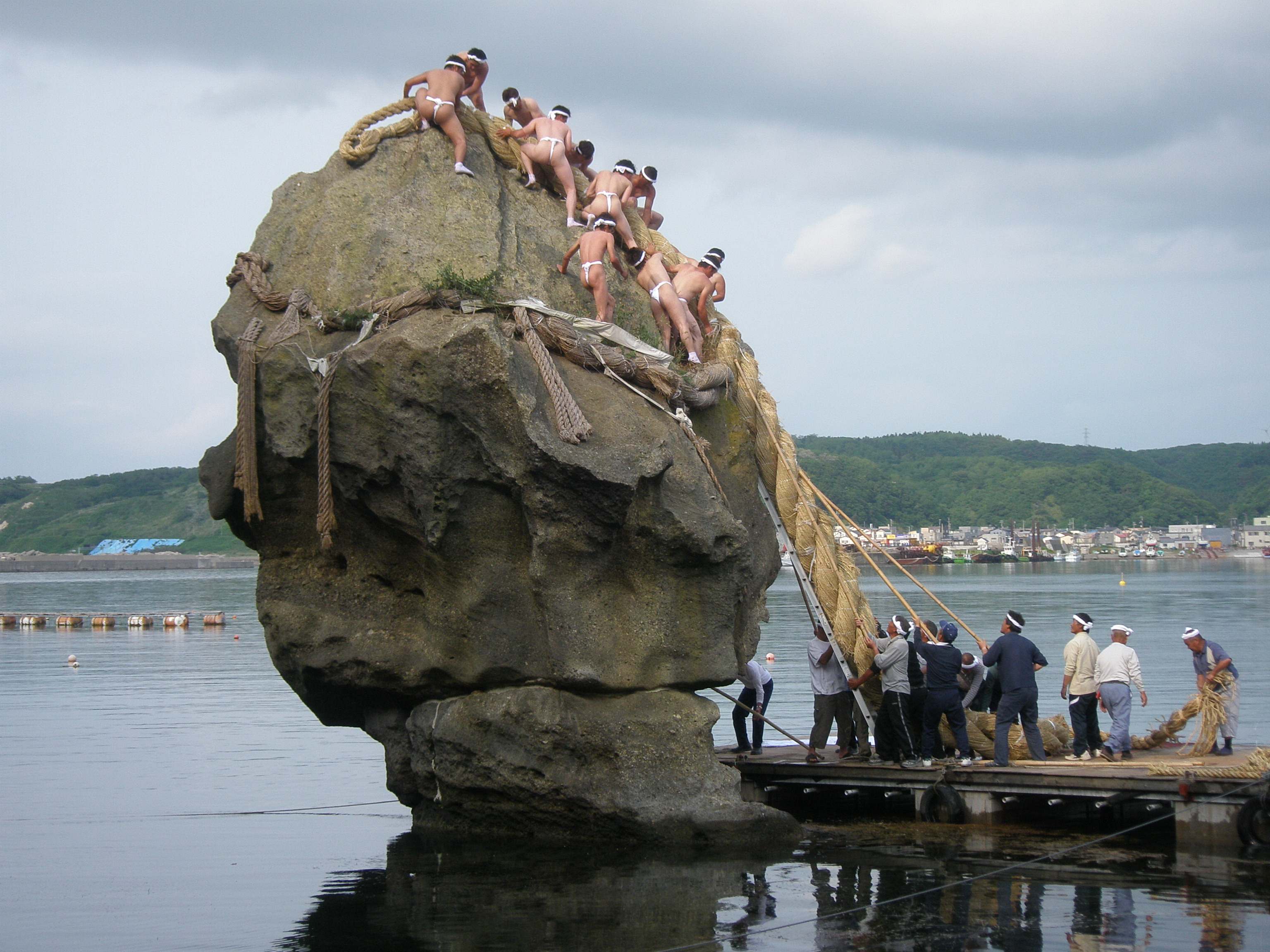
Wymiana shimenawa na nową, na skale Heishi-iwa, Hokkaido, Esashi
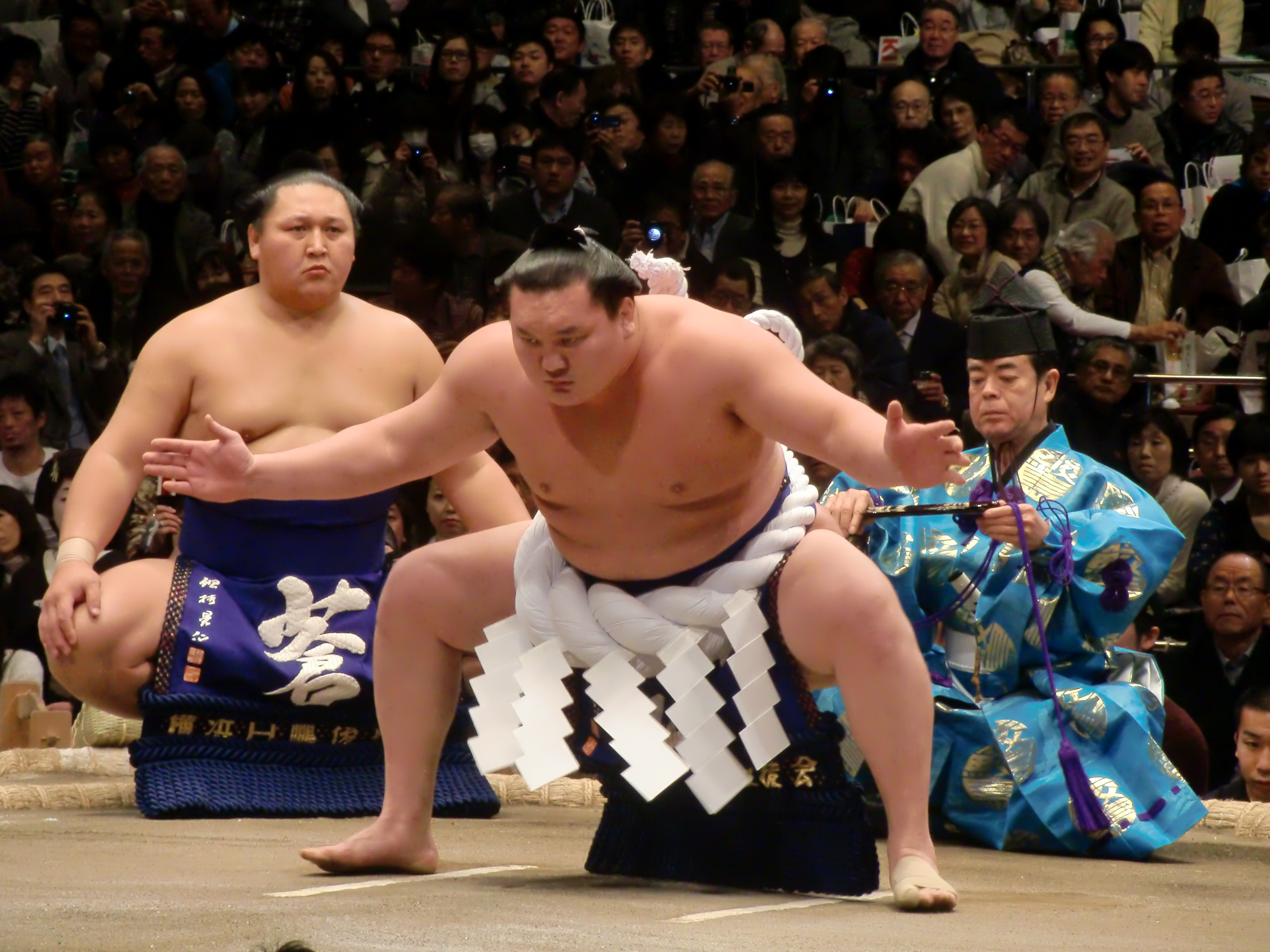
Yokozuna Hakuhō w trakcie ceremonii dohyō-iri (2012 r.)